# Азербайджанские бригады коммандос
Азербайджанские бригады коммандос (азерб. Azərbaycan Komando briqadaları) — специальные подразделения в составе Вооружённых сил Азербайджана, сформированные в 2021 году из военнослужащих Сухопутных войск Азербайджана, вернувшихся в Азербайджан после прохождения обучения в Турецкой Республике.

## История
Первые бригады специального назначения коммандос в Азербайджане были созданы в 2021 году. В рамках этого процесса было завершено укомплектование нового армейского корпуса и подчинённых ему воинских частей Сухопутных войск Азербайджана. С августа 2021 года по январь 2022 года Азербайджану удалось создать четыре новых воинских подразделения коммандос. Эти подразделения были сформированы из военнослужащих Азербайджана, вернувшихся на Родину после прохождения обучения в Турецкой Республике. К началу января 2022 года были созданы три воинские части бригад коммандос.
Так, первое сообщение об открытии новой воинской части коммандос появилось 19 октября 2021 года. На открытии присутствовал министр обороны Азербайджана генерал-полковник Закир Гасанов. Во время церемонии состоялась церемония вручения беретов личному составу, прошедшему продолжительный «Курс подготовки коммандос» в Турции. Военнослужащие коммандос, которым были вручены береты, принимали участие во Второй Карабахской войне осенью 2020 года.
26 ноября 2021 года состоялась открытие ещё одной воинской части коммандос. Во время церемонии состоялось вручение беретов личному составу новосозданной оперативной воинской части коммандос, который успешно окончил курс подготовки коммандос. После чего личный состав принял присягу. Выступивший на церемонии министр обороны Закир Гасанов особо подчеркнул важность курсов подготовки коммандос, опирающихся на опыт Вооружённых сил Турции.

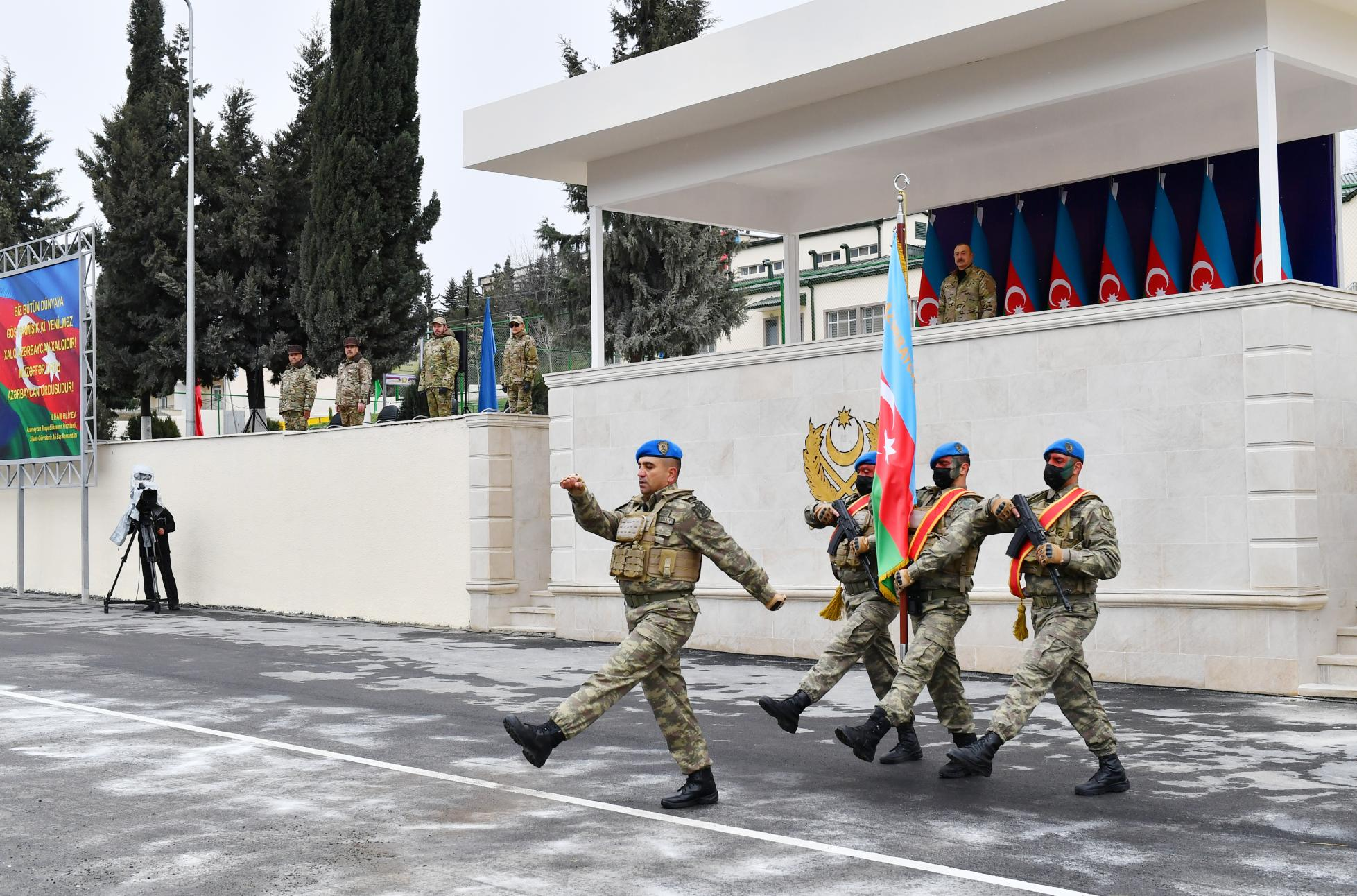
Боевое знамя бригады коммандос. Гадрут, 2021 год

24 декабря 2021 года в посёлке Гадрут Ходжавендского района состоялось открытие новой воинской части бригад коммандос. В церемонии принимал участие президент Азербайджана и Верховный главнокомандующий Вооружёнными силами Ильхам Алиев. В своей речи, президент страны, затронул создание бригад коммандос, заявив:
В Азербайджане создаются уже не одна, не две, а много бригад коммандос, которые способны выполнить любую военную задачу. В этих бригадах будут служить наши дети, прошедшие хорошее обучение, продемонстрировавшие высокую волю и готовые отдать жизнь за Родину. Это в значительной степени повысит мощь нашей армии. Хочу еще раз сказать, что таких бригад будет много, в них будут служить тысячи наших военнослужащих. Таким образом, Азербайджанская армия и впредь будет сохранять свой профессионализм и высокий моральный дух.
В ходе церемонии Алиев вручил бригаде коммандос боевое знамя. Принимал знамя командир 218-й бригады коммандос полковник Эльшан Санаев. Затем состоялся торжественный марш военнослужащих с боевым знаменем и показательные выступления военнослужащих, операции «засада», «атака» и «просачивание», в ходе которых подразделения коммандос продемонстрировали универсальные навыки.

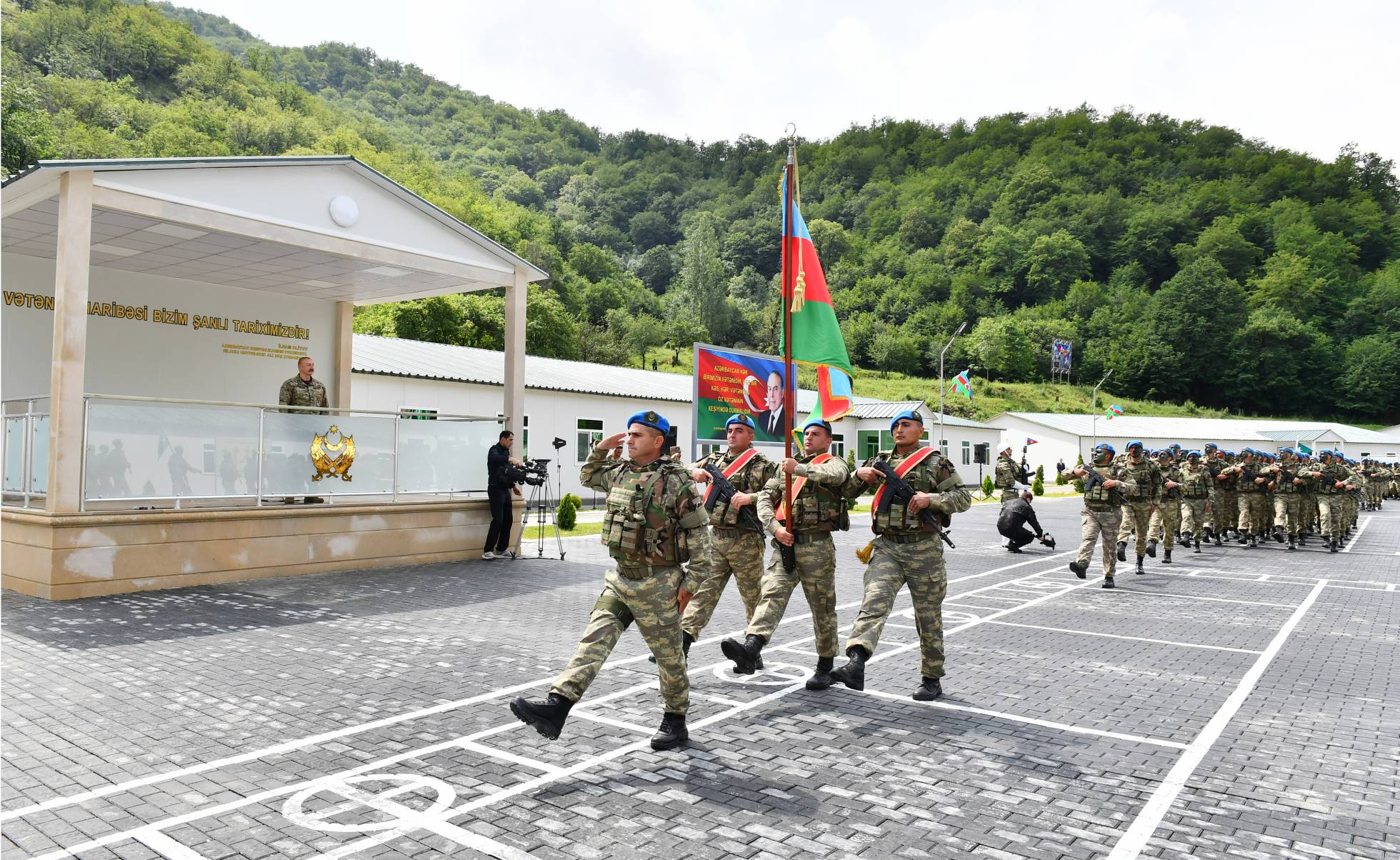
Парадный расчёт бригады коммандос. Кельбаджар, 2022 год

В конце декабря 2021 года в соответствии с планом боевой подготовки на 2021 год прошли тактико-специальные учения в войсковой части коммандос Сухопутных войск Азербайджана.
26 июня 2022 года в городе Кельбаджар состоялось открытие второй по счёту воинской части коммандос. Боевое знамя у Верховного главнокомандующего принял командир воинской части коммандос полковник-лейтенант Фахреддин Джавадов.

## Набор в бригады коммандо
По словам азербайджанского военного эксперта Руслана Имангулиева, главное отличие бригад коммандос от сил спецназа состоит в том, что в силах коммандос наряду с офицерами и прапорщиками служат также специально обученные солдаты. В Силах же специального назначения служат только офицеры и прапорщики.
Чтобы стать бойцом коммандос военнослужащий проходит специальные курсы. Основным направление деятельности бригад коммандос является выполнение боевых задач в труднопроходимой местности. Для прохождения службы в войсковой части коммандос военнослужащие проходят обучение по рукопашному бою, прыжкам с парашютом, горнолыжному спорту, снайперской и другой физической подготовке. Личный состав, успешно окончивший курс, зачисляется в бригаду коммандос и получает береты.

## Значение бригад коммандос
По словам азербайджанского военного эксперта Адалата Вердиева, создание воинских частей коммандос началось после известного заявления о переходе азербайджанской армии на модель турецкой армии. Количество бригад коммандос постоянно увеличивается, и эта работа, по мнению Вердиева, будет продолжена. Вновь сформированные отряды коммандос создаются для выполнения самых сложных задач в любой местности и климате. В ближайшие месяцы количество этих воинских частей, по прогнозам Вердиева, увеличится вдвое. К концу же года ожидается, что в состав сил коммандос войдут более 10 высококвалифицированных воинских частей коммандос. По мнению эксперта, вновь сформированные части коммандос будут размещены вблизи всех возможных зон столкновения с противником, включая районы Нагорного Карабаха, контролируемые российскими миротворцами. Вердиев отмечает, что размещение воинских частей по такой схеме позволит командованию оперативно реагировать на возможную активность противника.
По словам Вердиева, создание бригад коммандос важно с точки зрения гармонизации азербайджанской и турецкой армий и осуществления синхронного управления между структурами. С другой стороны, создание таких бригад, согласно эксперту, позволит частично сэкономить ресурсы Сил специального назаначения Министерства обороны Азербайджана. Так, если в прошлом спецназ выполнял задачи и тактические, и оперативные, и стратегические, то теперь, по мнению Вердиева, бригады коммандос будут выполнять тактические и оперативный задачи, а спецназ — стратегические. Другими словами, создание бригад коммандос, как отмечает Вердиев, позволит Азербайджану защитить ресурсы спецназа в плане эшелонирования специальных задач. С другой стороны, можно будет создать потенциальный кадровый резерв для азербайджанского спецназа в воинских частях сил коммандос.
По словам российского военного эксперта Игоря Коротченко, создание бригад коммандос является новым этапом в развитии Вооруженных сил Азербайджана и повышении их боевой эффективности. Коротченко также рассматривает создание таких бригад и в качестве военно-силовой реакции Азербайджана на продолжающееся присутствие в Карабахе армянских вооружённых формирований.

Бойцы азербайджанской бригады коммандос во время демонстрации универсальных навыков. Гадрут, 24 декабря 2021 года
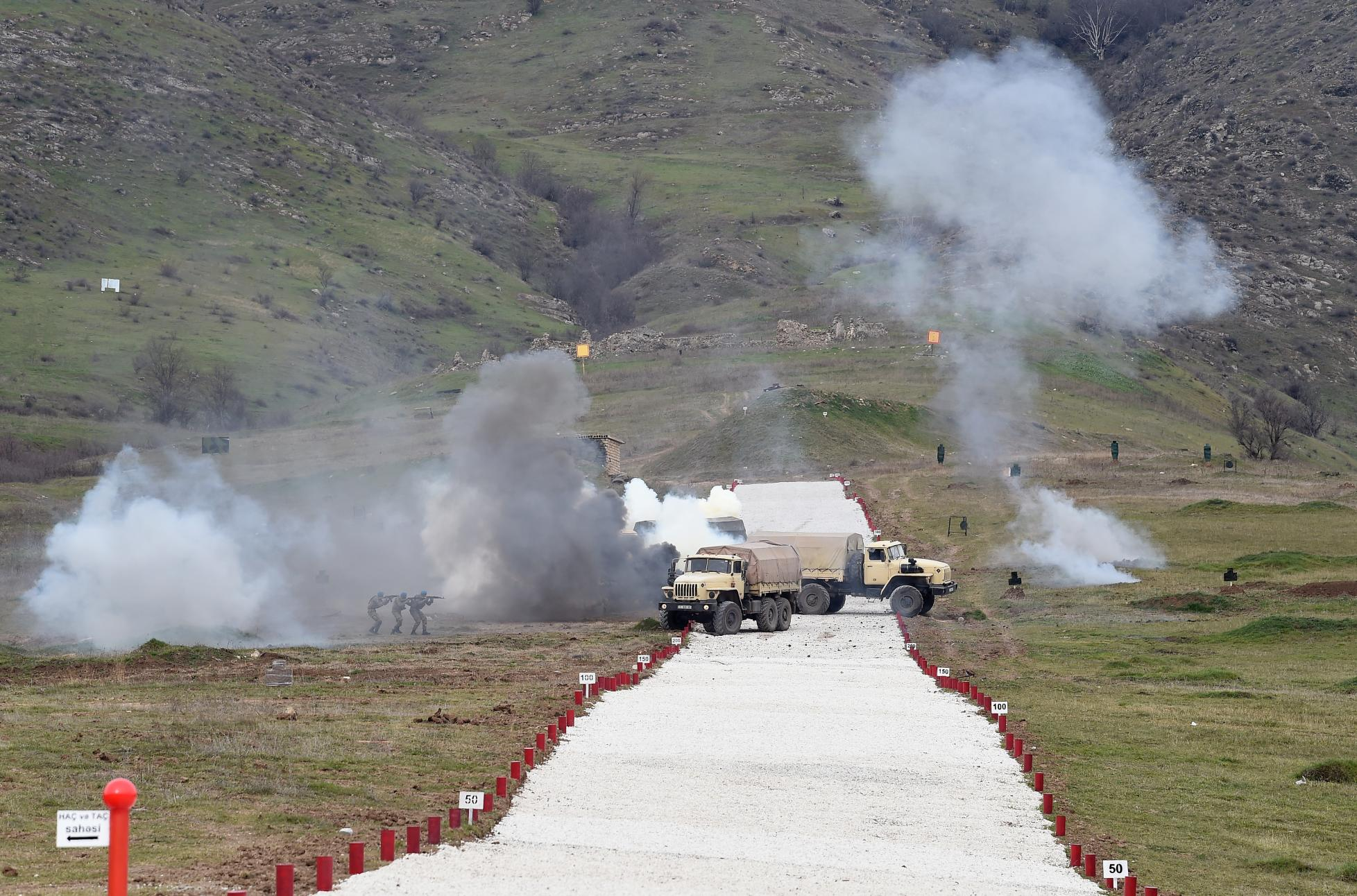
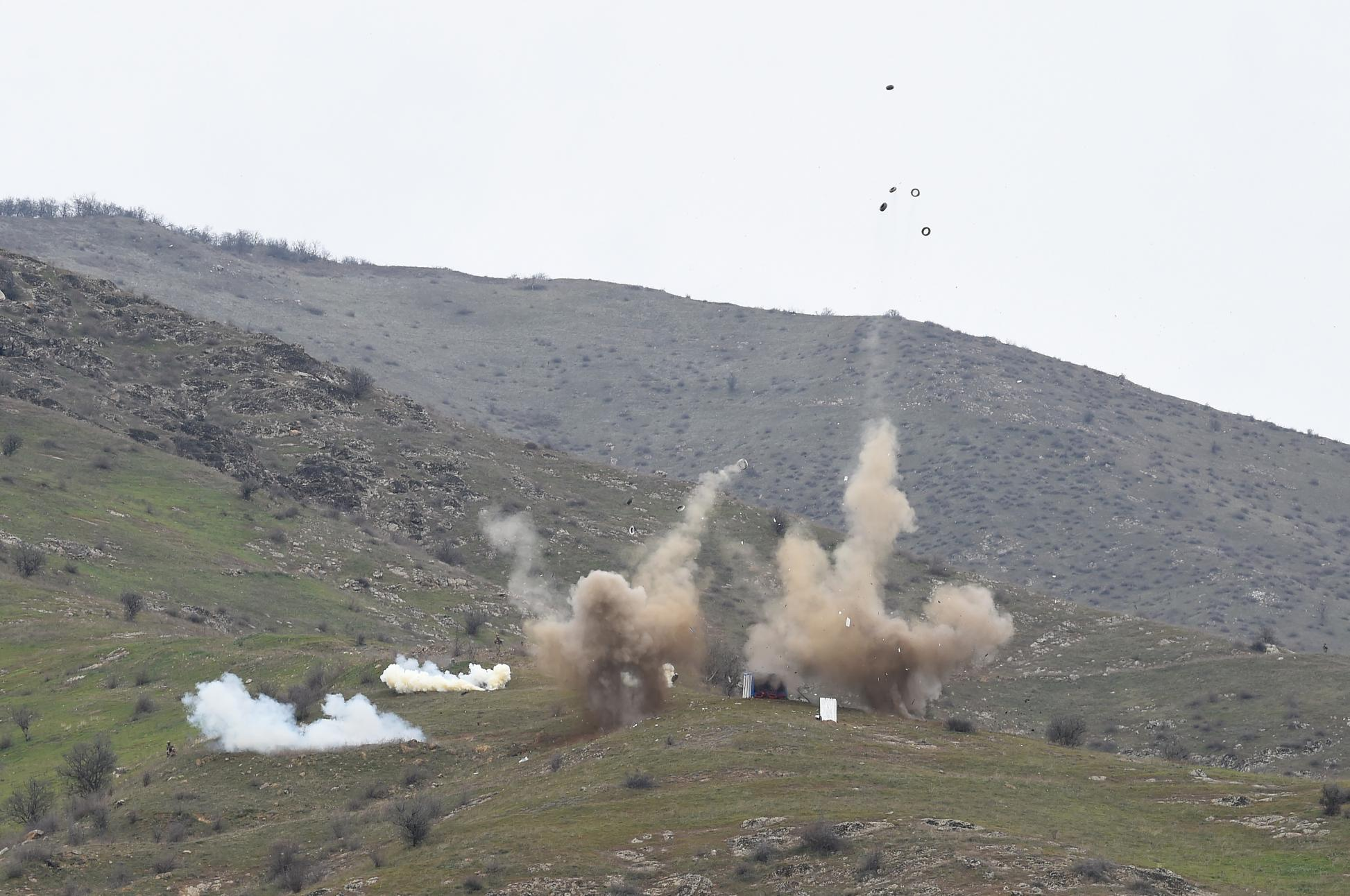
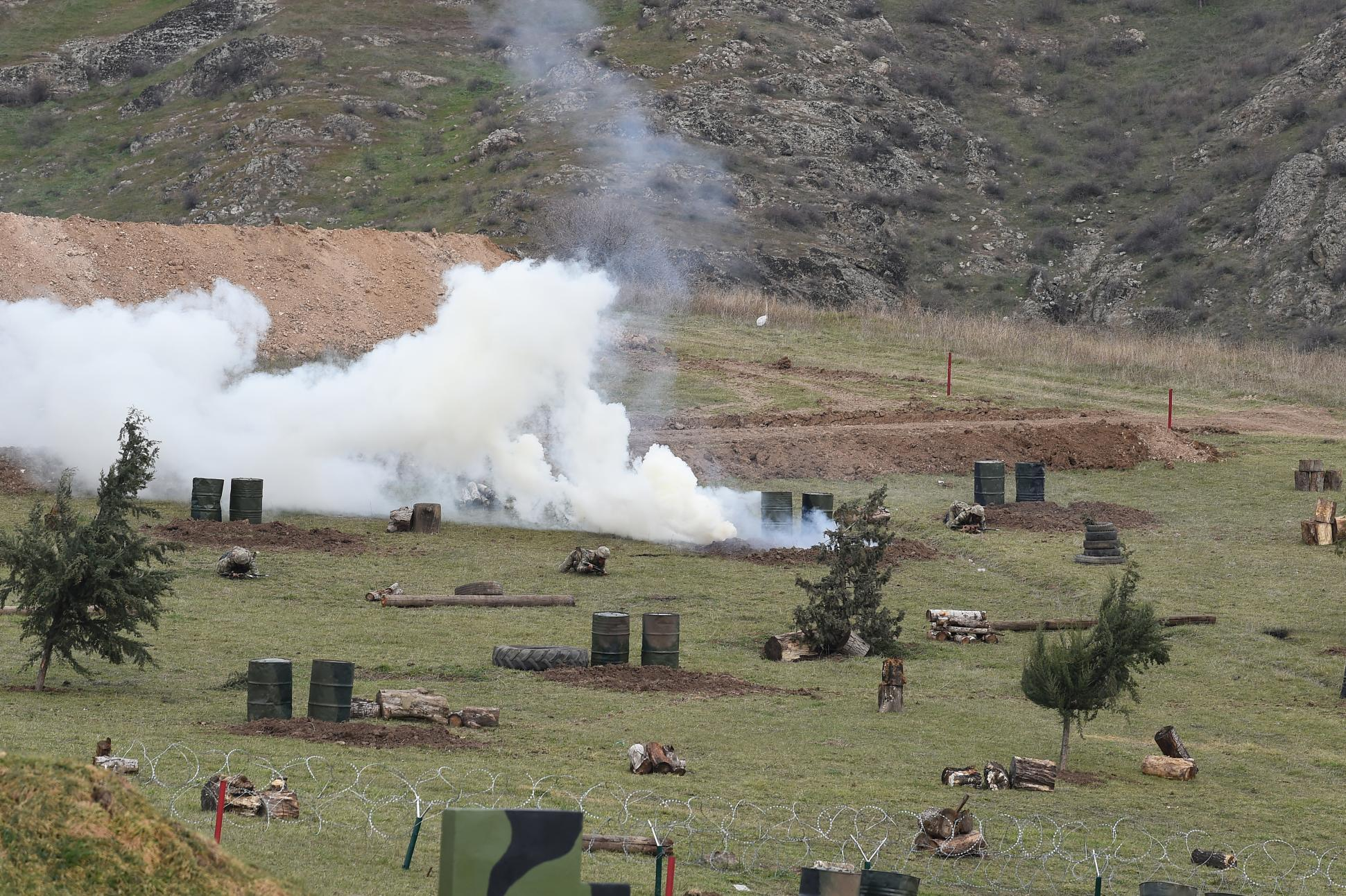
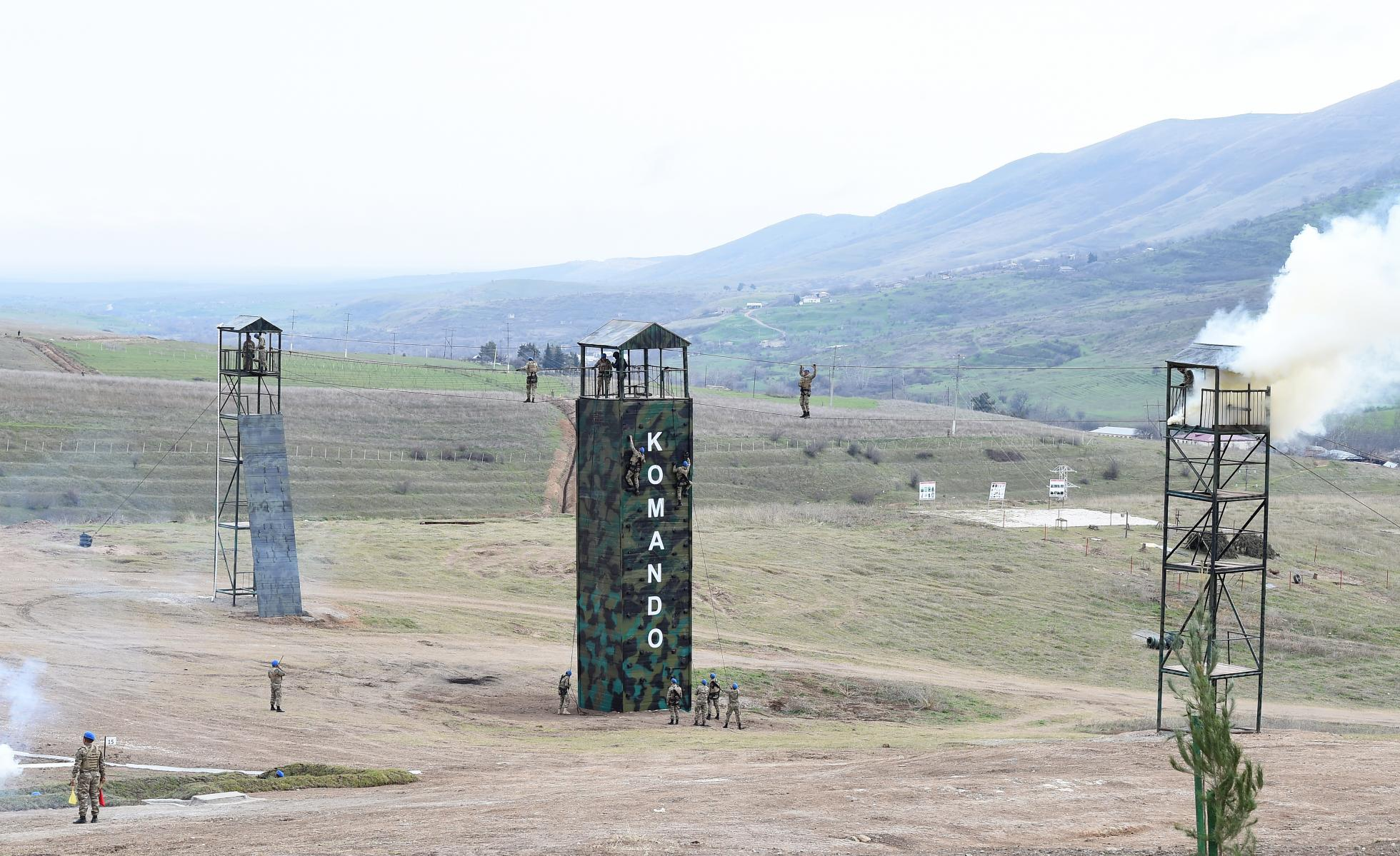
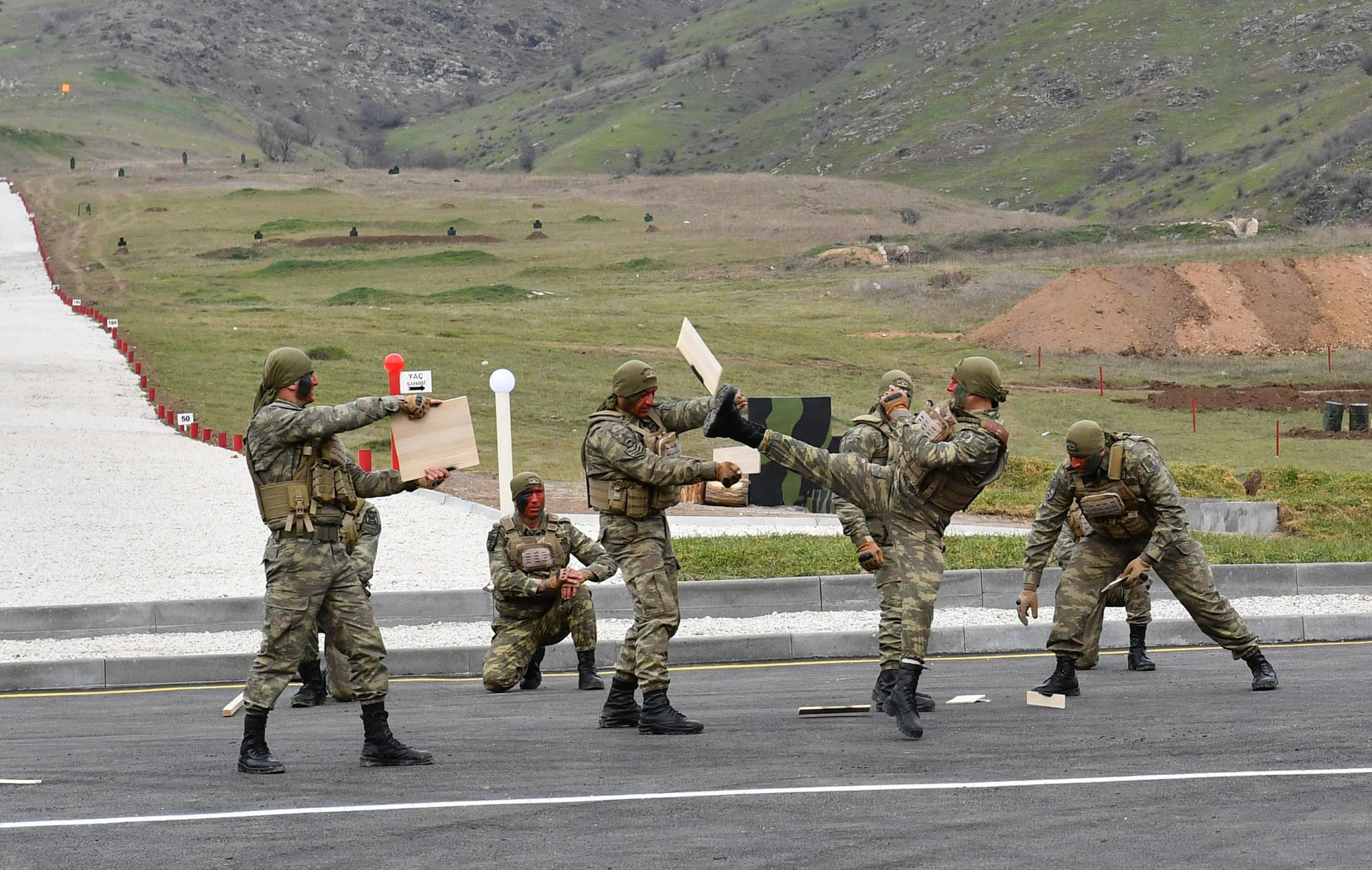
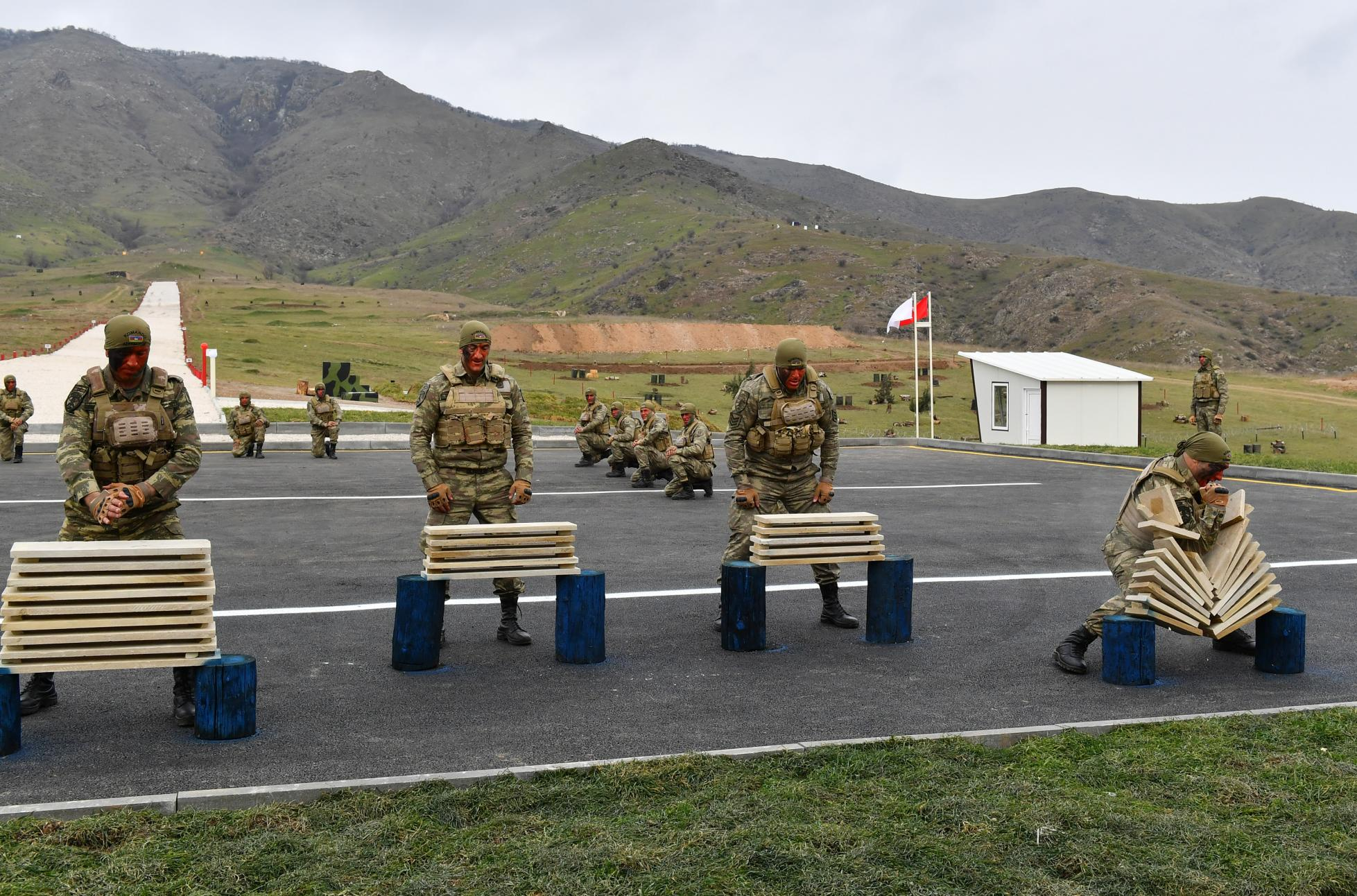